# Helmut Nordhaus
Helmut Nordhaus (* 10. Oktober 1922 in Erfurt; † 14. Oktober 2014 ebenda) war ein deutscher Fußballspieler und -trainer. In der höchsten Spielklasse des DDR-Fußballs, der Oberliga, spielte er für den SC Turbine Erfurt und dessen Vorgänger. Der langjährige Kapitän und Abwehrorganisator gewann mit Erfurt in den Jahren 1954 und 1955 zweimal die Meisterschaft in der DDR-Oberliga.

## Sportliche Laufbahn

### Vereins-, Gemeinschafts- und Clubstationen
Als Schüler begann Helmut Nordhaus zwischen 1933 und 1935 bei Wacker Erfurt, ehe es ab 1935 beim VfB Erfurt weiter ging, wo der talentierte Nachwuchsakteur bereits im Alter von 17 Jahren sein Debüt in der ersten Mannschaft gab. Der Ausbruch des Zweiten Weltkrieges stoppte einstweilen die Karriere des technisch versierten Defensivstrategen. Er wurde im Jahr 1941 nach Bremerhaven zur Marine eingezogen, wo er für Bremerhaven 93 einige Monate auflaufen konnte. Danach folgten Zeiten in Belgien und Amsterdam (1942), ehe er Ende des Jahres in Norwegen auf einem Landungsboot seinen Dienst versehen musste. In Italien (dort war er ab 1943 stationiert) geriet er im Mai 1945 in englische Gefangenschaft. Die Engländer brachten ihn nach Ägypten in die Nähe von Ismalia, wo er eine dreijährige Kriegsgefangenschaft in einem 15.000-Mann Zeltlager in der Wüste verbrachte. Während der Gefangenschaft konnte er wieder regelmäßig Fußball spielen, aber auf Sand. Im April 1948 wurde er nach Hamburg entlassen und schloss sich kurzzeitig dem Hamburger SV an. Aufgrund der familiären Verbundenheit sowie das wohl gezielte Vorstellen seiner künftigen Ehefrau bei einem Heimatbesuch kehrte er jedoch wieder nach Erfurt zurück.
Dort spielte er als Mittelläufer bis 1956 bei Fortuna, KWU und Turbine Erfurt, allesamt Vorgänger des FC Rot-Weiß Erfurt. In den Jahren 1954 und 1955 wurde Nordhaus als Mannschaftskapitän und Spielgestalter mit Turbine Erfurt DDR-Meister und krönte damit seine fußballerische Laufbahn. Der Beginn der Erfolgsära war der 26. Juni 1949. Nordhaus stand mit Fortuna Erfurt im zweiten Endspiel um die Ostzonenmeisterschaft. Am 3. September 1950 folgte das zweite Finale um den FDGB-Pokal; er verlor aber wiederum mit KWU Erfurt das Endspiel mit 0:4 Toren. Die DDR-Oberliga beendete er mit Turbine Erfurt 1950/51 punktgleich mit Chemie Leipzig – beide je 50:18 Punkte – auf dem ersten Platz. Das Entscheidungsspiel am 20. Mai 1951 verlor Turbine ohne die gesperrten Nordhaus sowie Mittelstürmer und Torjäger Wolfgang Nitsche (19 Tore) mit 0:2 Toren. Nach zwei Runden im Mittelfeld der Tabelle – zum Jahreswechsel 1951/52 verlor Erfurt mit Heinz Senftleben, Winfried Herz und Heinz Wozniakowski drei Leistungsträger an Eintracht Braunschweig –, gelang Nordhaus mit seinen Mannschaftskameraden die Doppelmeisterschaft 1954 und 1955. Neben Nordhaus war das Mittelfeldtandem mit Jochen Müller und Georg Rosbigalle ein weiterer Grundstein der Meistermannschaften. Insgesamt bestritt Helmut Nordhaus 178 Oberligaspiele und erzielte dabei 33 Tore.

### Auswahleinsätze
1953 und 1954 spielte Nordhaus dreimal in der DDR-A-Nationalelf. Sein Debüt gab er am 14. Juni 1953 beim 0:0 gegen Bulgarien in Dresden. Im folgenden Jahr kam er beim 0:1 gegen Polen in Rostock sowie am 24. Oktober 1954 in Sofia beim 1:3 gegen Bulgarien zum Einsatz. Daneben kam er auch noch am 7. Mai 1953 bei einem Länderspiel gegen Polen (3:0) in der B-Nationalelf zum Einsatz.

## Trainerlaufbahn
Nach seiner aktiven Laufbahn war Helmut Nordhaus als Trainer tätig. Von 1956 bis 1958 trainierte er die erste Mannschaft der BSG Stahl Maxhütte in Unterwellenborn. Ab 1964 trainierte er die unterklassig spielende Sportgemeinschaft Dynamo Erfurt und übernahm im Anschluss das Traineramt beim gerade aus der DDR-Oberliga abgestiegenen SC Turbine Erfurt. Er führte den Fußballclub aus der Blumenstadt zum direkten Wiederaufstieg und konnte im folgenden Jahr die Spielklasse halten. Anschließend trainierte er die 2. Mannschaft der Erfurter und war in den folgenden Jahren Trainer der BSG Umformtechnik Erfurt, BSG Zentronik Sömmerda und Motor Gotha.
In einem Gothaer Betrieb für Rationalisierung/Projektierung war Nordhaus als wissenschaftlicher Mitarbeiter bis zu seiner Pensionierung im Jahr 1983 beruflich tätig gewesen.

## Auszeichnungen
Ende Januar 1954 nahm Nordhaus in Leipzig vom Stellvertreter des Ministerpräsidenten der DDR, Walter Ulbricht, die staatliche Auszeichnung Meister des Sports entgegen und war somit einer von neun Fußballspielern, die an jenem Tag diese Ehrung erhielten.

## Trivia
Aufgrund seines Spielstils wurde Nordhaus in Erfurt Der Elegante genannt.
Bei der Wahl zum Erfurter Spieler des Jahrhunderts im Jahr 2000 wurde Helmut Nordhaus Zweiter hinter Jürgen Heun. Im Jahre 2012 wurde er anlässlich seines 90. Geburtstages zum 1. Ehrenspielführer von Rot-Weiß Erfurt ernannt.